# Vallée des Espécières

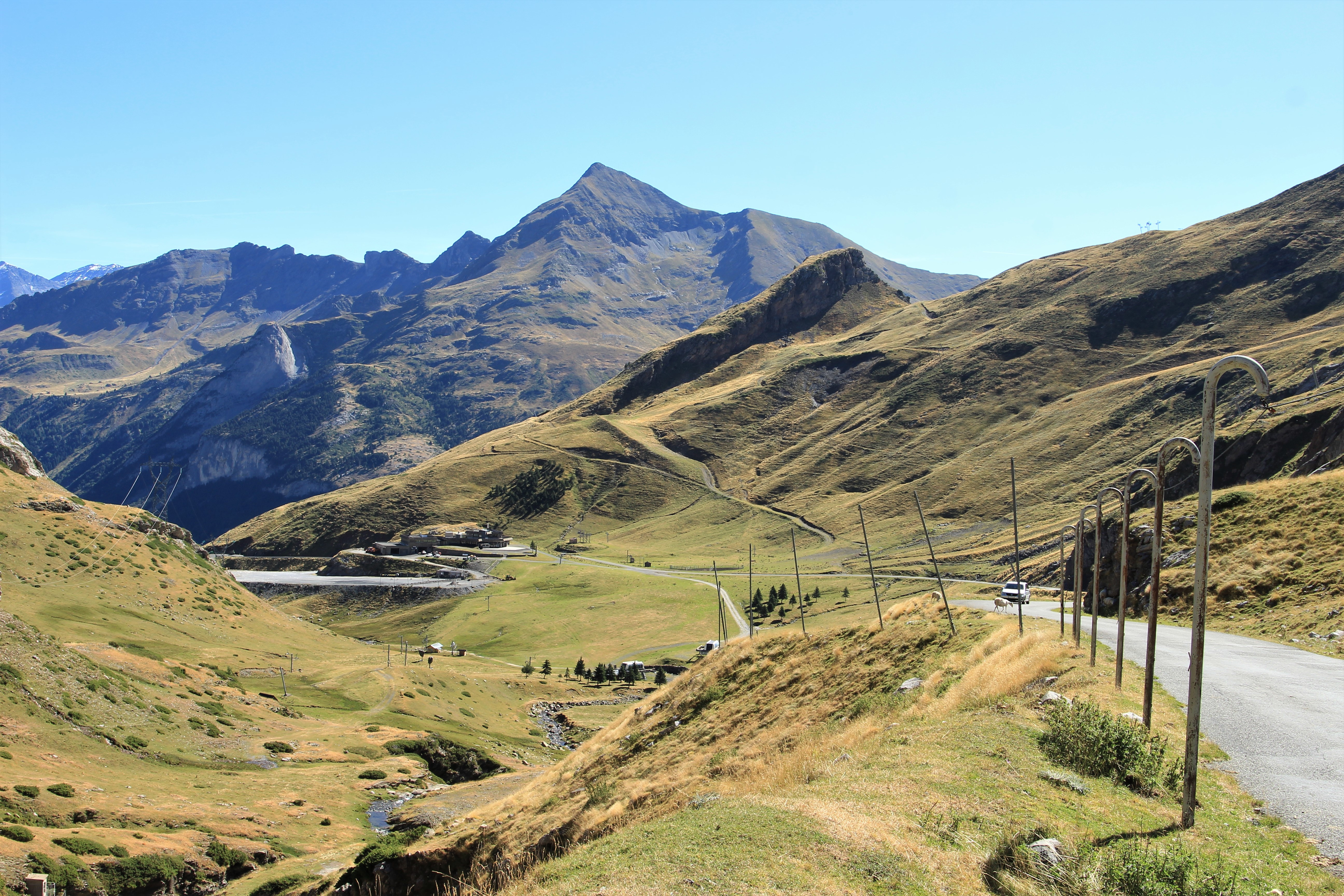
Vue de la valléeà hauteur de la station.

La vallée des Espécières est une haute vallée glaciaire de la chaîne de montagnes des Pyrénées, au-dessus de la ville de Gavarnie-Gèdre dans le Lavedan, dans le département français des Hautes-Pyrénées en Occitanie.

## Géographie

### Situation
Orientée sud-ouest - nord-est, la vallée s'étend sur environ 4,5 km de longueur avec une largeur de 1,8 km environ.
La vallée des Espécières est une vallée coincée entre la vallée de Sausse Dessus à l'ouest, la vallée d'Ossoue au nord, la vallée des Pouey Aspé à l'est et l'Aragon au sud.
Elle est comprise entièrement dans la commune de Gavarnie-Gèdre.
La vallée se trouve dans le massif du Vignemale. La partie sud-ouest de la vallée est située sur la frontière franco-espagnole.

### Topographie
L’ensemble de la station de ski de Gavarnie-Gèdre est située dans la vallée.
La vallée des Espécières est surplombée au sud par des sommets avoisinant les 2 400 mètres :
- au nord : la vallée est délimitée par le gave d'Ossoue ;
- à l'est : le pic de Tentes (2 322 m), le pic de la Pahule (2 292 m), le pic Mourgat (2 101 m) ;
- au sud : le col des Espécières (2 334 m) permet le passage vers l’Espagne au sud ;
- à l'ouest : le pic de Saint André (2 408 m); le pic des Ligades (2 457 m) ; le pic de Lary (2 397 m).

Le col de Lary (2 278 m) permet le passage vers la vallée de Sausse Dessus à l'ouest et le col de Tentes (2 207 m) permet l'accès à la vallée des Pouey Aspé à l'est.

### Hydrographie
Le ruisseau de Holle qui est un affluent gauche du gave de Gavarnie et qui le rejoint à Baretge, coule au centre de la vallée. On trouve le lac des Espécières (2 192 m) en son sein.

## Histoire
La route qui traverse la vallée et qui mène au port de Boucharo est un point de franchissement de la chaîne pyrénéenne. L'accès est pédestre à partir du col de Tentes.
La construction de cette route est ainsi planifiée par Napoléon Ier dès 1811 et ce n'est qu'au cours des années 1930 que des études sont engagées. Elle est achevée en 1969.

## Protection environnementale
La partie haute de la vallée est située dans le parc national des Pyrénées et la majeure partie est dans une zone naturelle protégée, classée ZNIEFF de type 1 et de type 2.

## Voies de communication et transports
On accède à la vallée par la route de Gavarnie, la route départementale D 921 puis suivre en direction de la station de ski de Gavarnie-Gèdre par la routes départementales 923 qui traverse la vallée.
Le sentier de grande randonnée GR 10 passe dans la vallée en partie basse au chalet-refuge de la grange de Holle.

## Économie

### Sport d'hiver
La vallée englobe entièrement la station de Gavarnie-Gèdre.

### Période estivale
La route qui mène au col de Tentes et aboutit à une piste conduisant au port de Boucharo est souvent empruntée par les cyclo-touristes depuis Luz-Saint-Sauveur.